# 張文質
張文質（1421年—1493年），字允中，北直隷昌黎縣人，明朝政治人物，官至禮部尚書。

## 生平
張文質之父張鑒早逝，母親楊氏改嫁，遂由祖母王氏撫養成人。
正統六年（1441年），張文質中式辛酉科順天鄉試第二名舉人，正統七年（1442年），聯捷進士，授工科給事中；當時繼父已亡，把母親接回家並照料其同母弟妹。土木變作，中外多事，張文質與同列進讜言以輔政。
景泰庚午，升任工科都給事中。壬申，陞通政司右參議。
天順初年，歷升左通政、通政使。成化間，歷加兵部左侍郎、工部尚書，仍掌管通政司事。久之，加太子少保改禮部尚書。母喪服除，仍以禮部尚書掌通政司事。因言官彈劾致仕，弘治六年（1493年）卒，賜祭葬。

## 家族
子張忱，進士出身，官至兵部郎中。